# Gerd-Müller-Statue (München)

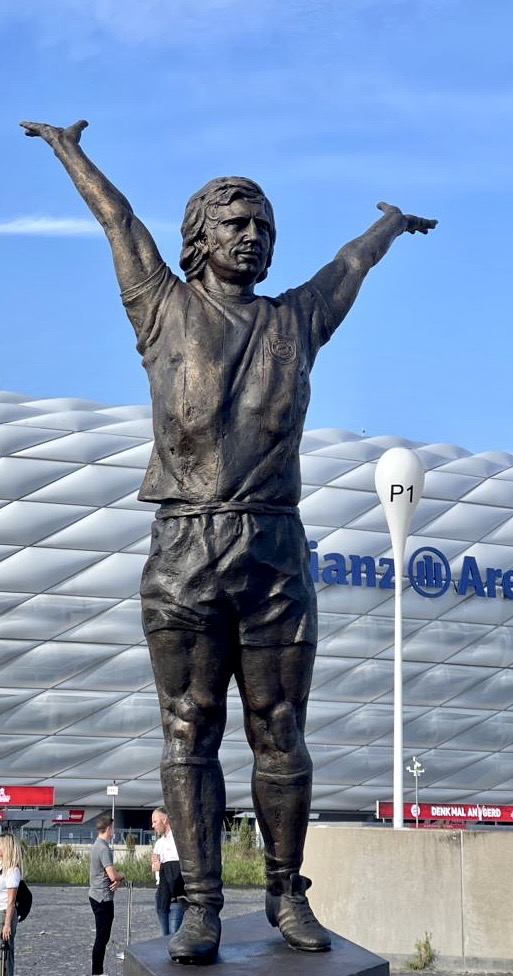
Gerd-Müller-Statue

Die Gerd-Müller-Statue ist ein von dem Bildhauer Karel Fron geschaffenes, auf einem Sockel stehendes Bronze-Standbild des deutschen  Fußballspielers Gerd Müller (1945–2021). Es befindet sich vor der Allianz Arena in München, dem Spielort des FC Bayern München.

## Geschichte
Zu Ehren von Gerd Müller hat dessen langjähriger Verein FC Bayern gemeinsam mit der Kurt-Landauer-Stiftung am 12. September 2023 eine Statue ihres ehemaligen Torjägers eingeweiht. Die Finanzierung hatte die Stiftung über Spenden der Fans und Fanclubs des FC Bayern organisiert. Der Ehrenpräsident des FC Bayern Uli Hoeneß hielt vor rund 220 geladenen Gästen, darunter Gerd Müllers Witwe Uschi Müller und vielen ehemaligen Weggefährten wie FC-Bayern-Aufsichtsrat Karl-Heinz Rummenigge zur Enthüllung die Festrede.

## Fertigung
Die Statue, die in der 1,5-fachen Lebensgröße gestaltet wurde, war zu groß, um in einem Stück gegossen zu werden. Stattdessen wurde sie in zwölf Einzelteile aufgeteilt, unter anderem Füße, Beine, Hände, Arme und Kopf. Von einem lebensgroßen Tonmodell wurde zunächst per 3D-Scan und Druck ein Kunststoffmodell in 1,5-facher Größe erstellt. Daraus entstand in der Kunst- und Glockengießerei Anton Gugg ein Wachsmodell. Aus dem Wachsmodell wurden zwölf Gussformen angefertigt. Die Formen wurden erhitzt, das Wachs dabei ausgeschmolzen, sodass ein Hohlraum für die flüssige Bronze entstand. Schlussendlich wurden die einzelnen Gussstücke zusammengefügt, entgratet und geschliffen.

## Beschreibung
Gerd Müller steht aufrecht mit in die Höhe gestreckten Armen jubelnd im Trikot des FC Bayern München. Der Bildhauer Karel Fron wollte ein Denkmal schaffen, das nicht theatralisch wirkt. Es sollte nicht ausdrücken: „Ich bin der Größte!“, sondern: „Freude!“ Gerd Müller soll Freude vermitteln, nicht nur für sich selbst, sondern für alle, die sich mit ihm freuen, für die Fans. Die Statue steht auf einem Steinsockel. Die Gesamthöhe von Statue plus Sockel beträgt rund 4,2 Meter, das Gewicht eine Tonne.